# Ласта (ваздухопловна једрилица)
Ласта је високо способна једрилица отворене класе, дрвене конструкције. Направљена је у Утви из Панчева 1955. године а намењена је за такмичења и постизања услова за дипломе једриличара и тренажу.

## Пројектовање и развој
Почетком педесетих година двадесетог века осећао се недостатак високоспособних једрилица у Југославији. Оне су биле неопходне за напредну обуку пилота, стицање виших звања у ваздухопловном једриличарству и учешће на домаћим и међународним једриличарским такмичењима. Због тога је група инжењера из панчевачке Утве Иван Шоштарић, Мирко Дабиновић и Владимир Јеловац покренула пројект једне такве једрилице која је добила радни наслов Ласта. Прототип је направљен у фабрици Утва из Панчева. Први лет је обавио пилот Рудолф Берковић 10. јула 1955. године.
Након фабричког испитивања и испитивања које је обавио ВСЈ (Ваздухопловни савез Југославије), једрилица Ласта је предата ВОЦ-у (Ваздухопловни опитни центар) ради даљег опитовања.

### Технички опис
Конструкција једрилица Ласта је била класична за то време тј. дрвена конструкција. Труп јој је био елипсастог облика обложен оплатом од шпера. На кљуну је била смештена пилотска кабина са поклопцем од плексигласа из два дела. Предњи део поклопца је био фиксан а други се отварао на страну а имао је окове који су омогућавали његово лако одбацивање у случају ванредне опасности. Једрилица је била опремљена најосновнијим инструментима за дневно летење. Реп ове једрилице је био у облику латиничног слова V. Као стајни трап овој једрилици је служио клизач причвршћен за труп једрилице испод кабине. На репу једрилице налазила се обична еластична дрљача.
Крила су била равна, док је облик био трапезаст са благо заобљеним крајевима. Самоносећа крила су постављена на горњој ивици трупа тако да је летелица била класификована као висококрилни моноплан. Носећа конструкција крила је била дрвена са две рамењаче, са предње стране обложена дрвеном лепенком а задње ивице крила и управљачке површине пресвучене су импрегнираним платном. 
Конструкција репних пераја као и кормила били су изведени као и крило. Крила нису фарбана већ су импрегнирана смолом. Овако је урађено да би се смањила тежина једрилице и побољшала аеродинамика једрилице.

## Карактеристике
Карактеристике наведене овде се односе на једрилицу Ласта а према изворима
| Финеса      | 1 : при брзини km/h |
| Перформансе | - максимална брзина km/h - минимална брзина km/h - минимално пропадање m/s при брзини km/h                                                 |
| Димензије   | - размах крила 18,00m - дужина 6,55m - висина 1,88m - површина крила 16,56m2 - аеропрофил крила: - виткост - макс. оптеречење крила; kg/m2 |
| Маса        | - сопствена kg - полетна kg - водени баланс; нема                                                                                          |

## Оперативно коришћење
Након детаљних испитивања у ВСЈ и ВОЦ-у закњучено је да и поред добрих летних карактеристика једрилице Ласта, она није у стању да замени једрилицу Ваја. Ваздухопловни савез више није био заинтересован за једрилицу Ласта а УТВА није могла из својих средстава да настави дање усавршавање ове једрилице посебно јер је у свом производном програму имала и једрилицу Ваја. Ишло се линијом мањег отпора остало се само на прототипу који је регистрован и добио регистрациони број YU-4100. ВСЈ је ову једрилицу доделио Аероклубу Загреб где је она коришћена до 15. маја 1964. године када је расходована.

## Сачувани примерци
Није сачуван примерак ова једрилица. 

## Земље које су користиле ову једрилицу
- Југославија